# Error d'aproximació
L'error d'aproximació en alguna dada és la discrepància entre un valor exacte i una aproximació a aquest. L'error es pot donar a causa de dos factors:
- La mesura de les dades no és precisa, a causa dels instruments emprats.
- S'usen aproximacions en comptes de dades reals (per exemple, 3,14 en comptes de π).

En el camp matemàtic de l'anàlisi numèrica, l'estabilitat numèrica d'un algorisme indica de quina manera l'algorisme propaga l'error.

## Definició
Hi ha dos tipus d'errors comuns anomenats error absolut i error relatiu. L'error absolut és el valor absolut de la diferència entre el valor exacte i la seva aproximació. L'error relatiu és l'error absolut dividit per la magnitud del valor exacte. El percentatge d'error és equivalent a l'error relatiu expressat en tant per cent.
Per exemple, si es pren el valor exacte de 50 i la seva aproximació de 49,9, llavors es té un error absolut de 0,1 i un error relatiu de 0,1/50 = 0,002. L'error relatiu sovint s'utilitza per comparar diverses aproximacions de nombres de gran rang; per exemple, si s'aproxima el nombre 1.000 amb un error absolut de 3 és, en la majoria de casos, una aproximació molt pitjor que aproximar el nombre 1.000.000 amb un error absolut de 3; en el primer cas l'error relatiu és de 0,003 i en el segon és tan sols de 0,000003.

## Fórmules
Donat un valor v i la seva aproximació vaprox, l'error absolut és:
{\displaystyle \epsilon =|v-v_{\text{aprox}}|\,}
on les barres verticals són el valor absolut.
Si {\displaystyle v\neq 0} llavors l'error relatiu és:
{\displaystyle \eta ={\frac {|v-v_{\text{aprox}}|}{|v|}}=\left|{\frac {v-v_{\text{aprox}}}{v}}\right|,}
i l'error percentual és:
{\displaystyle \delta ={\frac {|v-v_{\text{aprox}}|}{|v|}}\times 100\%=\left|{\frac {v-v_{\text{aprox}}}{v}}\right|\times 100\%.}
Aquestes definicions poden ser esteses al cas en el qual {\displaystyle v} i {\displaystyle v_{\text{aprox}}} són vectors n-dimensionals reemplaçant el valor absolut amb una n-norma.

## Instruments
En la majoria dels instruments de mesura, la precisió està garantida fins a un cert percentatge: les mesures no són exactes a causa de les mateixes limitacions físiques dels aparells. Els límits d'aquestes desviacions de les mesures especificades es coneixen com a errors de limitació.
Per determinar els errors en instruments s'utilitzen les següents fórmules:
- Error absolut: {\displaystyle E=a\cdot L+b\cdot FE}
- Error relatiu: {\displaystyle e=E/L=a+b/(L/FE)}

On:
- a: terme proporcional a la lectura.
- b: terme fix depenent de l'escala elegida.
- L: lectura de l'instrument.
- FE: fons d'escala.

b·FE se sol expressar en comptes.
Com més a prop s'estigui del fons d'escala més petit serà l'error relatiu.

### Correcció d'errors en aparells de mesura
Quan es tracta d'errors en aparells de mesura els efectes dels errors es poden neutralitzar o minimitzar seguint els següents criteris:
- Errors aberrants: s'eliminen amb criteris estadístics.
- Errors sistemàtics: es detecten en repetir el procés amb mètodes o instruments diferents. Es minimitzen amb el calibratge dels equips amb patrons coneguts.
- Errors aleatoris: es corregeixen fent una mitjana de les mesures.